# И ты, Брут?! Всемирная история предательств
«И ты, Брут?! Всемирная история предательств» — 16-серийный документально-игровой фильм, посвящённый 48 самым известным предательствам в истории человечества. Транслировался с 9 сентября 2008 по 14 февраля 2009 года по телеканалу «ТВ Центр».
Авторы цикла проводят реконструкцию исторических событий, связанных с предательством близких людей, а также делают попытку воссоздания обстоятельств событий, не обсуждая и не оценивая моральные качества героев сериала.
Съёмки проходили в девяти странах мира, при этом в фильме активно используется компьютерная графика.

## Съёмочная группа
- Продюсер — Джаник Файзиев
- Режиссёры-постановщики — Евгений Григорьев, Сергей Борисенко
- Оператор — Николай Карпов
- Шеф-редактор — Екатерина Ляхницкая
- Консультант — Наталья Басовская
- Актёры — Игорь Петренко, Мария Порошина

## Премии
- Премия ТЭФИ-2009 в номинации «Продюсер фильма/сериала»[3]